# Астрономска станица Видојевица
Астрономска станица Видојевица је осматрачница коју је основала Астрономска опсерваторија у Београду. АС Видојевица се налази на планини Видојевица код Прокупља, на надморској висини од 1150м. Координате станице су ширина: 43° 08' 24.6" СГШ и 21° 33' 20.4" ЗГД, а надморска висина је 1150 метара. Астрономска станица Видојевица (АСВ) део је Астрономске опсерваторије у Београду.

## Историјат
Претходних година на овом месту су изграђени живи павиљони (главна зграда ХК-а) и купола за телескоп од 60цм. Сам врх је био резервисан за изградњу новог телескопа „Миланковић“, са аутоматизованом куполом и помоћном зградом за техничку опрему, сервис и рачунарске системе. АЗ1400 телескоп телескоп "Миланковић" 1,4 м стигао је 28. априла 2016. године и постављен је у привремени кровни павиљон. Данас се налази у новом павиљону с аутоматизованом куполом.

## Телескопи
На Астрономској станици Видојевица тренутно су на располагању два телескопа за посматрање:
- Телескоп Миланковић - огледало 140 цм[3]
- Телескоп Недељковић - огледало 60 цм[4]

Купола за трећи телескоп, са главним огледалом од 40 цм, је у изради и очекује се да ускоро почне да ради. Телескоп Миланковић - огледало 140 цм
Главне карактеристике телескопа “Миланковић” су:
- Механика: Астросистеме Аустрија (АСА), Миланковић
- Панорама
- Оптика: ЛОМО, Санкт Петербург, Русија,
- Примарни пречник огледала: 1,4 метар,
- Фокусна дужина: 11,2 метра (ф / 8),
- Моунт: алт-азимут,
- Тежина :: 8,5 тона,
- Висина: 4,5 метара,
- Тубус: Отворена цев,
- Моторни покров главног и секундарног огледала (рачунарско контролисан).
- Моторизовани секундарни фокусер огледала (рачунарски управљан),
- Погон: Мотори с директним погоном
- Насмит и „савијена“ жаришта Касгрен.

Прво светло телескопа „Миланковић“ показало је да су услови посматрања на Видојевици одлични: измерено гледање утврђено је да износи 0,7 лучних секунди што је упоредиво са најбољим посматрачким местима на свету, попут Чилеа. Ови први резултати потврдили су да су и механика и оптика одличног квалитета. Резултати такође сугеришу да је избор планине Видојевица била права опција за ново осматрачко место Астрономске опсерваторије у Београду.

## Инструменти[5]
Астрономи који раде на Астрономској станици Видојевица могу користити разне додатне инструменте који им могу помоћи током ноћних посматрања. Започели смо дугорочну кампању за мерење астро-климатских услова на овој локацији и за процену њеног квалитета за астрономска посматрања. Инструменти монтирани на АСВ су: